# اببتس لی
اببتس لی (به انگلیسی: Abbots Leigh) یک روستا و محله مدنی در بریتانیا است که در سامرست شمالی واقع شده‌است. اببتس لی ۷۹۹ نفر جمعیت دارد.